# Xestoleberis intermedia
Xestoleberis intermedia is een mosselkreeftjessoort uit de familie van de Xestoleberididae. De wetenschappelijke naam van de soort is voor het eerst geldig gepubliceerd in 1868 door Brady.